# Luperus abeillei
Luperus abeillei es una especie de insecto coleóptero de la familia Chrysomelidae.
Fue descrita científicamente en 1891 por Guillebeau.